# Palmovník žlutoboký
Palmovník žlutoboký (Phainoptila melanoxantha) je pták z čeledi palmovníkovitých řádu pěvců. Je jediným příslušníkem rodu Phainoptila (z řeckých slov φαεινος, zářivý, a πτιλον, peří). 
Obývá aralkovité lesy pohoří Cordillera de Talamanca a Cordillera de Guanacaste v Kostarice a západní Panamě. Vyskytuje se v nadmořské výšce od 1800 m až po hranici lesa, v období rozmnožování bývá zastižen i v nižších polohách.
Je dlouhý okolo 22 cm a váží 55–60 g. Samec má černou hlavu, hřbet, křídla a ocas, na bocích je jasně žlutý a na hrudi olivově zelený. Samice a mladí jedinci jsou vybarveni nenápadněji, v odstínech šedé, hnědé, žluté a zelené. Samice mají černé temeno hlavy.
Dospělí jedinci i mláďata se živí plody, jen výjimečně si zpestřuje jídelníček hmyzem. Vede denní způsob života. Žije samotářsky nebo v malých skupinkách, v období rozmnožování vytváří páry. Příležitostně se přidává k hejnům tangary hnědobílé.
Hnízdí v dubnu a květnu. Hnízda staví ve větvích do výšky čtyř metrů nad terénem. V jedné snůšce bývá jedno až tři vejce. Mláďata opouštějí hnízdo po třech týdnech.

## Poddruhy
- Phainoptila melanoxantha melanoxantha Salvin, 1877
- Phainoptila melanoxantha parkeri Barrantes & Sanchez, 2000